# 정정첸
정정첸(중국어 정체자: 鄭正鈐, 병음: Zhèng Zhèngqián, 1969년 5월 31일 ~ )는 타이완의 정치인이다. 2020년 신주시 선거구의 입법위원으로 당선된다.